# Pareuchaetes cadaverosa
Pareuchaetes cadaverosa är en fjärilsart som beskrevs av Augustus Radcliffe Grote 1866. Pareuchaetes cadaverosa ingår i släktet Pareuchaetes och familjen björnspinnare. Inga underarter finns listade i Catalogue of Life.